# Ernst Burchard
Ernst Burchard (Heilsberg, 8 de setembro de 1876 — Berlim, 5 de fevereiro de 1920) foi um médico, sexólogo e autor alemão, defensor dos direitos gay. Burchard, que era gay, testemunhou como perito criminal em vários casos judiciais envolvendo processos com base no parágrafo 175, que criminalizava práticas homossexuais.

## Biografia
Burchard nasceu em Heilsberg (atual Lidzbark Warmiński, Vármia-Masúria). Estudou medicina em Tübingen, Würzburg e Kiel, obtendo doutorado em 1900 com uma dissertação sobre Einige Fälle von vorübergehender Glycosurie (Casos de glicosúria temporária). Após seus estudos, ele trabalhou como médico em Berlim e abriu sua própria clínica. ele conheceu o Dr. Magnus Hirschfeld e juntou-se a ele para fundar o Comitê Científico-Humanitário, juntamente com o pastor Georg Plock e o barão Hermann von Teschenberg.

## Ativismo pelos direitos dos gays
Burchard teve uma carreira de sucesso na medicina. Depois de vários anos como clínico geral em Berlim, ele ajudou Hirschfeld a iniciar o Comitê Científico-Humanitário com o editor Max Spohr, o advogado Eduard Oberg e o escritor Max von Bülow. O grupo pretendia realizar pesquisas para defender os direitos dos homossexuais e revogar o parágrafo 175, a seção do código penal alemão havia criminalizado atos homossexuais entre homens a partir de 1871. Eles argumentavam que a lei incentivava a chantagem, e o lema do Comitê, "Justiça através da ciência", refletia a crença de Magnus Hirschfeld de que uma melhor compreensão científica da homossexualidade eliminaria a hostilidade em relação aos homossexuais. Hirschfeld foi um ativista incansável e se tornou uma figura pública bem conhecida.
Benedict Friedlaender e alguns outros deixaram o Comitê Científico-Humanitário e formaram outro grupo, o "Bund für männliche Kultur" ou "União para a Cultura Masculina". Argumentaram que o amor entre homens é um aspecto simples da masculinidade viril e não uma condição especial.
O Comitê Científico-Humanitário, sob a liderança de Hirschfeld, conseguiu reunir mais de 5 000 assinaturas de alemães proeminentes para que uma petição revogasse o parágrafo 175. Os signatários incluíram Albert Einstein, Hermann Hesse, Käthe Kollwitz, Thomas Mann, Heinrich Mann, Rainer Maria Rilke, August Bebel, Max Brod, Karl Kautsky, Stefan Zweig, Gerhart Hauptmann, Martin Buber, Richard von Krafft-Ebing e Eduard Bernstein.
O petição foi apresentada ao Reichstag em 1898, mas foi apoiado apenas por uma minoria do Partido Social-Democrata da Alemanha, levando Hirschfeld, então frustrado, a considerar a controversa estratégia de "saída" — isto é, forçar alguns dos legisladores importantes que permaneciam em silêncio sobre sua sexualidade a saírem do armário. O projeto continuou a ser apresentado ao parlamento e, eventualmente, começou a progredir na década de 1920, antes que a tomada do partido nazista obliterasse qualquer esperança de reforma.
Ele e Hirschfeld foram co-autores de vários artigos sobre sexologia. Em 1913, Burchard publicou seus livros Zur Psychologie der Selbstbezichtigung e Der sexuelle Infantilismus, e em 1914 publicou Lexikon des gesamten Sexuallebens. Burchard também escreveu poemas líricos para os periódicos gays Der Eigene e Jahrbuch für sexuelle Zwischenstufen, incluindo o poema "Vivat Fridericus". Burchard morreu em 5 de fevereiro de 1920, em Berlim e foi enterrado no cemitério Luisenfriedhof.

## Tributo
O diretor alemão Rosa von Praunheim fez um filme chamado Der Einstein des Sex em 1999, baseado na vida de Magnus Hirschfeld.

## Obras
- Der sexuelle Infantilismus (com Magnus Hirschfeld como editor), Halle a. S.: Marhold, 1913.
- Zur Psychologie der Selbstbezichtigung, Adler-Verlag, Berlim, 1913.
- Lexikon des gesamten Sexuallebens, Adler-Verlag, Berlim, 1914.